# 260 до н. е.

## Події
- після близько 300 років домінування у Пн. Причорномор'ї Скіфська орда зникає під тиском сарматів, залишки мігрують до Таврики та Добруджі
- Війна між понтійськими полісами: Ольвія та Візантій проти Істрії та Каллатіса
- загальна криза елінистичних центрів, спричинена експансією сарматів
- сарматів царських очолює цар Сайтафарн
- Друга Сирійська війна
- Битва при Мілах

## Народились
- Цінь Ши Хуан-ді — ван (князь) Цінь , який об'єднав розрізнені китайські царства у одну імперію, започаткував першу династію відноаювленого Китаю, яка відома як династія Цінь.

## Померли
- карфагенський полководець Ганнібал Гіскон
- давньогрецький астроном Тімохаріс